# Dějiny Litomyšle

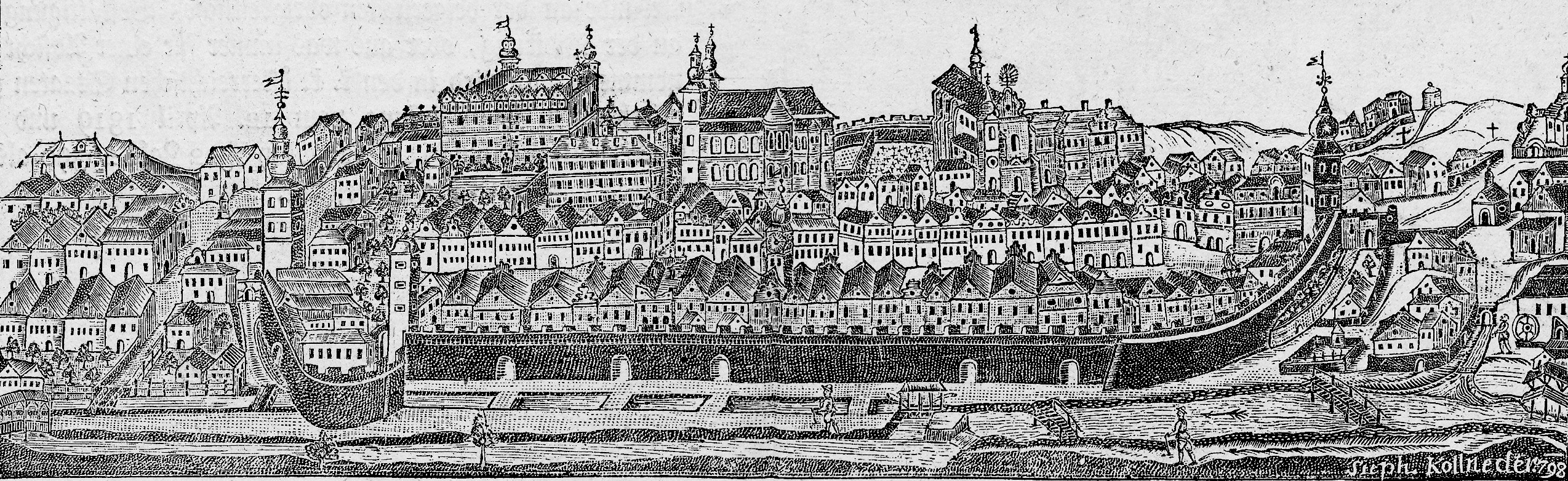
Veduta Litomyšle z roku 1798

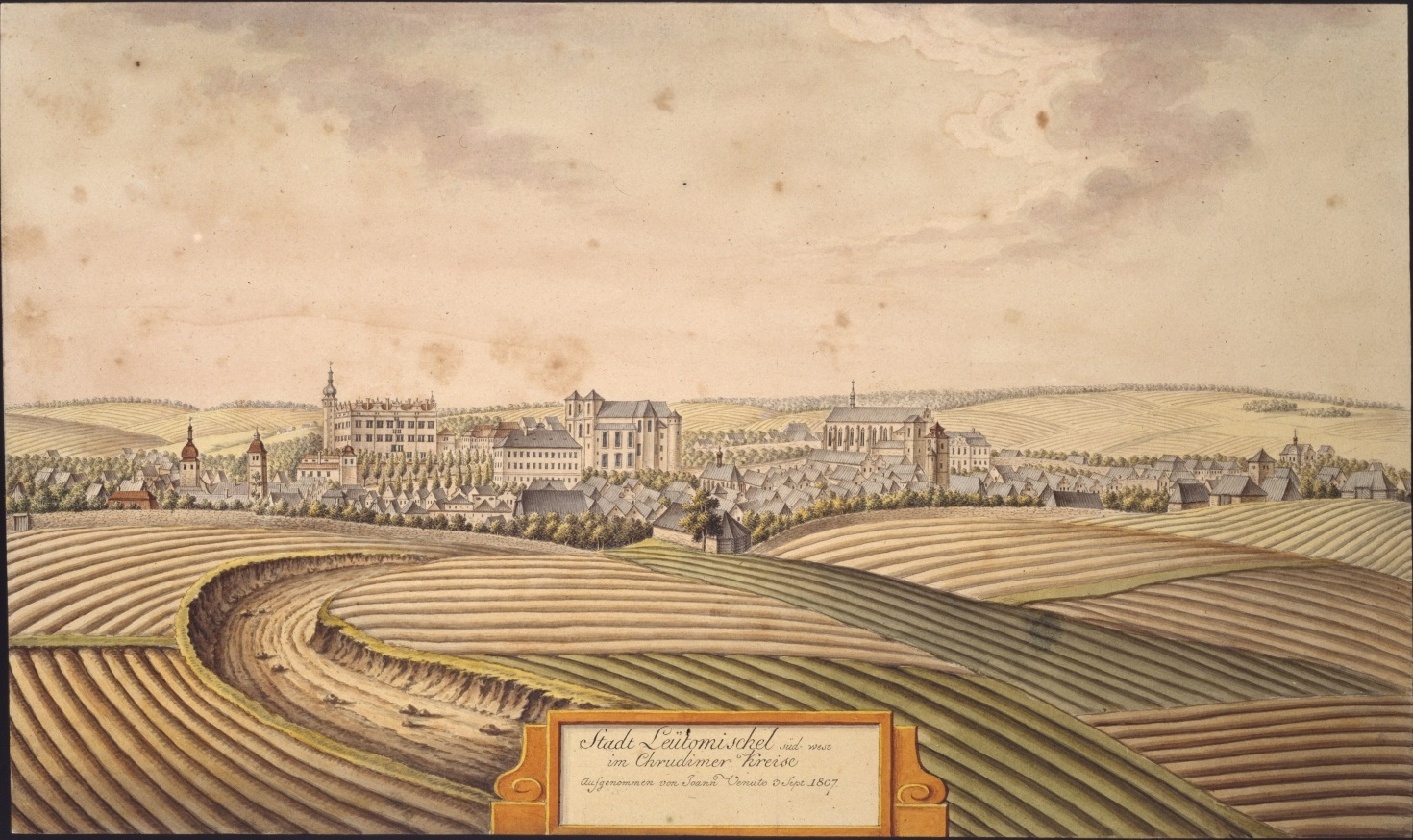
Pohled na město v roce 1807

Město Litomyšl ve východních Čechách (Pardubický kraj) má více než tisíciletou historii.

## Založení města
První zmínka o Litomyšli se vztahuje k roku 981 v Kosmově kronice české. Město je připomínáno pod názvem Lutomisl. Tehdy měl stát na litomyšlském návrší strážní hrad střežící panství Slavníkovců a nedaleko procházející obchodní cestu evropského významu – tzv. Trstěnickou stezku (jeho lokalizace není jasná, možná šlo o nedaleké hradiště Benátky). Po vyvraždění Slavníkovců roku 995 přešlo území do rukou Přemyslovců.
Místní hrad (který byl později přebudován na zámek) byl vystavěn na přelomu 11. a 12. století. V jeho blízkosti, kde se rozvinulo tzv. Horní město, byl také založen kostel, který byl zasvěcen Panně Marii.

## Rozvoj středověké Litomyšle
Olomoucký biskup Jindřich Zdík pozval do Litomyšle v polovině 12. století řád premonstrátů a založil roku 1145 premonstrátský klášter Olivetská hora (lat. Mons oliveti). Premonstráti dosáhli vysoké úrovně hospodářské a kulturní, a tak byla Litomyšl povýšena roku 1259 na město. Znak města (stříbrná lilie na červeném poli) byla převzata právě ze znaku premonstrátů (zlatá lilie na modrém poli). V roce 1263 byla práva potvrzena Přemyslem Otakarem II. Výsady místního kláštera potvrdil v roce 1305 rovněž i papež Kliment V.
Díky úspěšné premonstrátské kolonizaci a umístění Litomyšle mezi Prahou a Olomoucí založil Karel IV. v roce 1344 biskupství litomyšlské. V postavení litomyšlských biskupů působili např. Jan ze Středy, Albrecht ze Šternberka a Jan Železný. Místní kostel sv. Kříže v premonstrátském klášteře byl povýšen na katedrální. V roce 1356 nechal Jan ze Středy povolat řád augustiniánů, kteří ve městě postavili již druhý klášter, klášter augustiniánů poustevníků. Jen o rok později se pořádaly ve městě cechy. Samotné město se rozvíjelo okolo obchodní stezky vedené v ose řeky Loučné. Postupně vzniklo náměstí s radnicí (dokončena v roce 1418). Než byla radnice dobudována, scházeli se představitelé tehdejšího středověkého města v různých soukromých prostorech, např. v domě Jana Ševce.
V roce 1388 vydal biskup Jan II. privilegium Litomyšli řídit se magdeburským právem.

## Husitské války
V roce 1400 kázal v Litomyšli Jan z Milheimu, zakladatel Betlémské kaple. Roku 1403 vystoupil v Litomyšli Jan Hus.
Husité město napadli ve dvou vlnách v letech 1421, kdy ji dobylo regulérní vojsko, a 1425, kdy ji obsadil tzv. sirotčí svaz. Město útočníci poškodili také kvůli vystupování Jana Železného na Kostnickém koncilu proti Janu Husovi. Ten od roku 1412 útočil ostře proti Husovi, a proto husité Litomyšl vnímali jako jeho symbol. Ze dvou husitských obléhání způsobilo městu škody především to druhé, litomyšlský hrad byl několikatisícovým vojskem obléhán 14 dní. Následně husité vtrhli do města, vyplenili sídlo biskupa a vyvraždili značnou část místního obyvatelstva.
V roce 1460 poškodil Litomyšl rozsáhlý požár, první z mnoha, které měnily ráz středověkého města.

## Vznik Horního města
Král Zikmund svěřil panství Kostkům z Postupic. Kostkové na svém panství podporovali jednotu bratrskou a i přistěhovalectví. Za vlády Bohuše II. Kostky z Postupic vzniklo v Litomyšli Horní město (založeno roku 1491) s vlastním ohrazením. Místní náměstí bylo přestavěno a vznikla podloubí po obou jeho stranách. Horní město existovalo až do roku 1661. Kostkům z Postupic však bylo panství za účast ve stavovském odboji roku 1547 zabaveno. Původní, Dolní město, bylo také ohrazeno a zbudovány dvě brány (česká a německá) s jednou malou brankou. Hradní návrší spojovala s městem tzv. fortna.

## Raný novověk

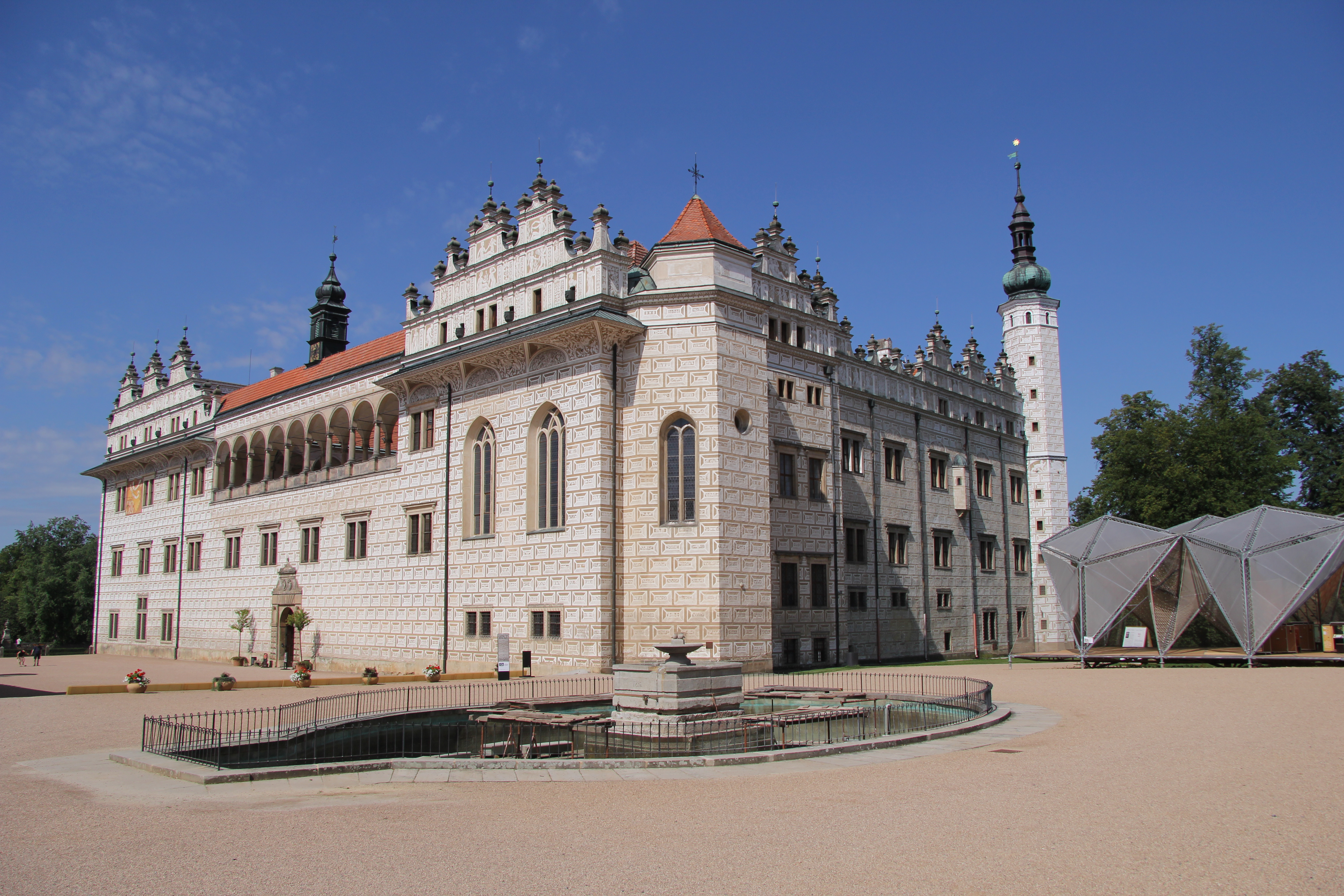
Renesanční zámek vznikl přestavbou původního hradu po požáru v polovině 16. století

Litomyšl tehdy byla protestantským městem a působila zde Jednota bratrská. V roce 1503 zde Pavel Meziříčský založil první tiskárnu, pátou na území dnešní České republiky. Tiskárna produkovala především náboženské texty (vč. Husových), byla umístěna v klášteře na hoře Olivetské. Některé z knih z této doby se dochovaly až do současnosti. Jednota bratrská působila v Litomyšli mezi lety 1475 až 1548. Její konec ve městě učinil jak požár, který zničil značnou část budov Bratří, tak i vyhnání o dva roky později.
Litomyšl v roce 1560 poničil další požár a o rok později i povodeň.
Dalšími majiteli zástavního panství se stali od roku 1567 Pernštejnové. Prvním z nich byl Vratislav II. z Pernštejna, jenž působil jako nejvyšší kancléř Království českého a v roce 1555 se stal nositelem Řádu zlatého rouna. Nechal postavit litomyšlský zámek, jehož staviteli byli Giovanni Battista Aostalli a Ulrico Aostalli. Zámek vznikl po požáru, který město i původní hrad znovu zpustošil. Dokončen byl v roce 1573, po pouhých pěti letech výstavby. Kromě zámku byly i některé další stavby přestavěny v renesančním duchu, např. Dům U Rytířů, který se nachází na Smetanově náměstí.
Vratislav z Pernštejna se rozhodl v Litomyšli upevnit katolickou víru. Na vysvěcení místní zámecké kaple nechal pozvat arcibiskupa z Prahy. Místní tiskárna v závěru 16. století musela tisknout řadu hanopisů proti protestantům, mezi nimi i např. Odpověď slušnou a důvodnou na velmi hanlivou a rouhavou obranu kancionálu Bratrského. I přesto pokračoval odboj proti rekatolizaci.

## 17. a 18. století

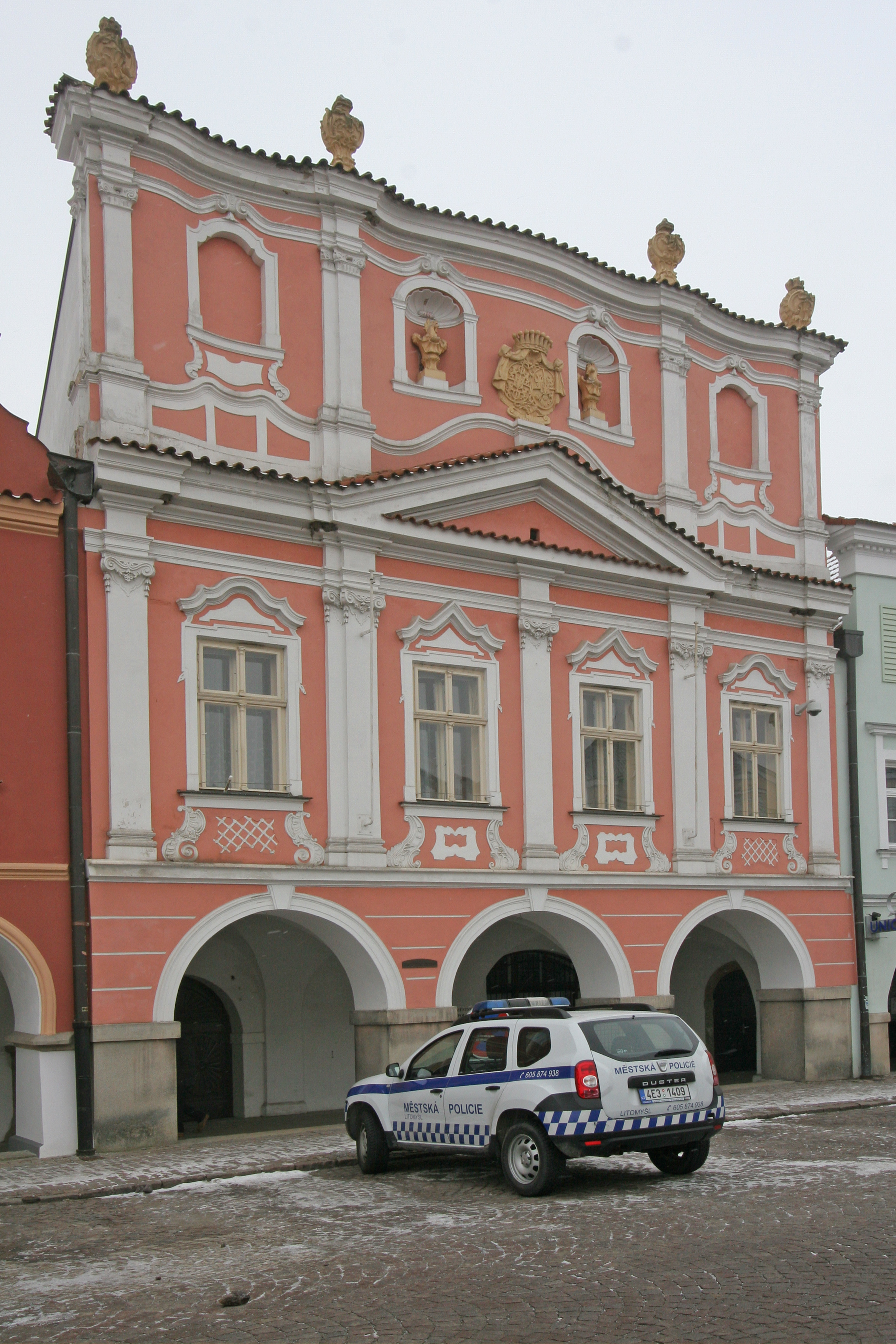
Nová radnice, která vznikla v závěru 18. století

Během třicetileté války město trpělo. Během potyček mezi tehdejší císařskou armádou a místním obyvatelstvem došlo k několika požárům, které zničily město. V roce 1639 přitáhla k Litomyšli švédská armáda, která ji obsadila bez boje. V roce 1643 vtrhli Švédové pod vedením generála Lennarta Torstensona do města podruhé, jejich osmnáctitisícová armáda plenila město a nutila místní platit výpalné. Během války navíc zanikly poslední zbytky protestantské tradice v Litomyšli, po roce 1626 již jiné vyznání než katolické nebylo povoleno.
Roku 1649 prodal Václav Eusebius Popel z Lobkovic (který jej dostal po smrti Frebonie Eusebie z Pernštejna) panství Trauttmansdorffům. Prostřednictvím sňatku se dostalo do vlastnictví Valdštejn-Vartenberkům a posledními majiteli byli po roce 1855 Thurn-Taxisové. V roce 1640 byli do Litomyšle povolání Piaristé a vznikla zde piaristická kolej. Tu doplnil i barokní kostel Nalezení sv. Kříže, který vznikl v první polovině století osmnáctého. Piaristé zde později zbudovali také gymnázium. Nepůsobili při pokračující rekatolizaci tak úporně jako jezuité (jejichž povolání do Litomyšle bylo také zvažováno), věnovali se především katolické výchově mládeže nenásilnými prostředky.
V roce 1669 byl přestavěn místní zámek; přibyla mu nová věž. V té době bylo obyvatelstvo města již plně konvertováno na katolickou víru; představitelé Litomyšle dávali okázale najevo různými veřejnými událostmi svoji loajalitu Římskokatolické církvi. Velkolepě byla například pojímána pouť svaté Anny, na náměstí byl postaven nejprve dřevěný(v r.1681 dřevěná socha P.Marie) a poté, r.1713 i kamenný mariánský sloup /na poděkování P.Marii za to, že se toho roku vyhnula městu morová rána/. Na počátku 18. století uspořádalo město slavnosti v souvislosti s blahoslavením a později svatořečením Jana Nepomuckého, které se účastnilo až několik desítek tisíc lidí.
V polovině století se Litomyšl stala vlastnictvím rodu Valdštejnů. Jiří Kristián Valdštejn byl v době získání města sice nezletilý, po několika letech ale byl prohlášen plnoletým a od roku 1765 se ujal vlády přímo.
V průběhu století osmnáctého bylo město těžce poškozeno řadou požárů (1735, 1769 a 1775), povodní i hladomory. Propukaly proto selské bouře a různá povstání. Po požárech bylo město rozsáhle přebudováno, původně renesanční měšťanské domy v centru Litomyšle získaly barokní, rokokové a na počátku století devatenáctého i empírové fasády. O vznik některých staveb své doby v Litomyšli se zasloužil místní stavitel Jiří Béba.

## 19. století

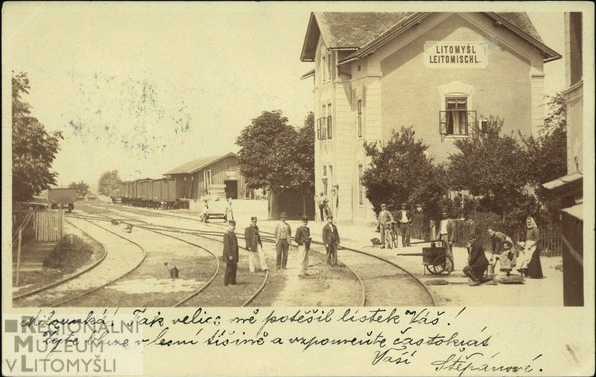
Místní nádraží v 19. století

Poslední rozsáhlý požár poničil město v roce 1814. Po něm byla Litomyšl opětovně obnovena; byly strženy hradby, česká i německá brána, vydlážděno náměstí i jednotlivé ulice. Roku 1830 přibyla nová kašna a v téže době byl také přemístěn místní hřbitov. V Litomyšli také začal působit střelecký spolek, který pro svou činnost získal letohrádek Karlov, který se nacházel v místě dnešního Smetanova domu. V roce 1855 získal místní panství rod Thurn-Taxisů.
Klíčový byl také rozvoj školství, o který se zasloužili tři významní profesoři na místním gymnáziu; Florus Stašek, German President a Bonifác Buzek. Druhý uvedený pocházel ze známé rodiny Presidentů, která ovlivňovala chod města, vymřela však v roce 1830 po smrti posledního svého člena, Aloise Presidenta.
Významným dnem pro Litomyšl dodnes zůstává 2. březen roku 1824. Tehdy se v rodině sládka zámeckého pivovaru Františka Smetany a jeho ženy Barbory jako jejich 11. dítě a zároveň první syn narodil dnes světově známý skladatel Bedřich Smetana. Jeho odkaz od roku 1949 udržuje Mezinárodní operní festival Smetanova Litomyšl.
V 19. století město ztrácelo na významu, zejména z důvodu vedení významných železničních tratí mimo město. Místní představitelé nebyli železnici nakloněni a proto prosazovali, aby trať z Prahy do Olomouce nebyla vedena přes Litomyšl. Město tak získalo až lokálku z Chocně v roce 1882 a díky tomu zmeškalo průmyslový rozvoj, který ovlivnil řadu jiných nedalekých měst. Ke konci 19. století však některé menší továrny v Litomyšli přece jen vznikaly, dařilo se např. obuvnictví. Roku 1858 získala Litomyšl novou budovu pošty poté, kdy původní v roce 1848 vyhořela. Sídlily v ní především orgány tehdejší rakouské státní správy, místní ji přesto stále říkali pošta. V roce 1863 získalo město první spořitelnu a v roce 1868 i městskou záložnu. Pro potřebu průmyslu byly zřízeny i nové školy, např. Zimní hospodářská škola a Řemeslnická škola.
Městský život se v průběhu 19. století podstatným způsobem proměnil, především ke konci století. Budovány byly četné školy. Známým se stalo litomyšlské piaristické gymnázium, začaly vznikat sportovní organizace a ochotnické divadlo, které působilo v letohrádku Karlov. Ve městě v té době pobývala řada významných osobností, např. Alois Jirásek, Teréza Nováková nebo Božena Němcová. Němcová pobývala v budově v místě dnešního hotelu Zlatá Hvězda poměrně dlouhou dobu, do Litomyšle se později vrátila a nakonec ve zde i zemřela.

## 20. století

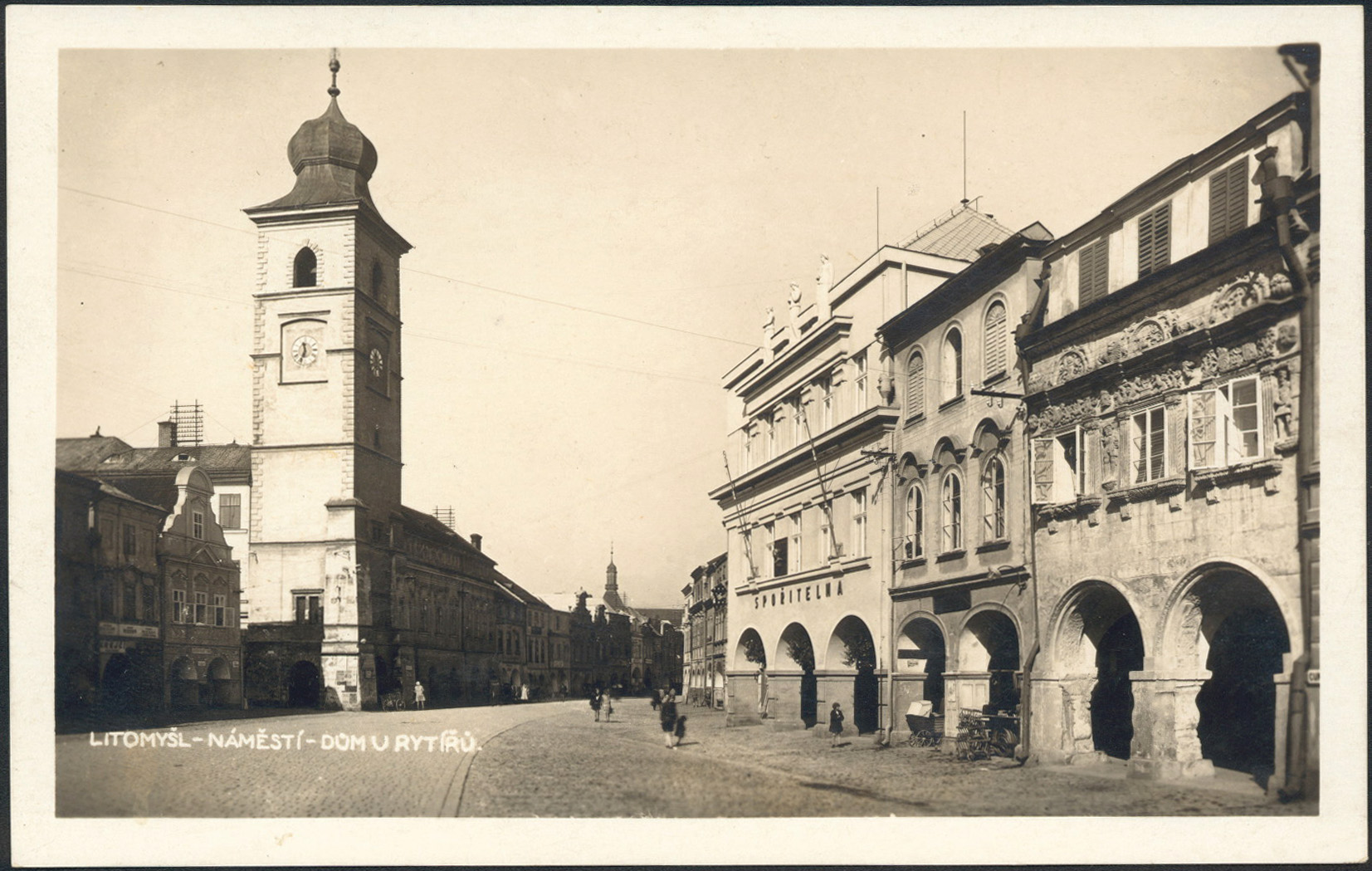
Pohled na Smetanovo náměstí v roce 1910

Na počátku 20. století vznikly v Litomyšli některé moderní stavby, mezi které byl např. Smetanův dům nebo Vyšší dívčí škola. Byla vybudována i elektrárna a ve městě se rozsvítilo i elektrické osvětlení. Hlavním vývozním artiklem se staly boty, které se vyvážely po celém Rakousko-Uhersku ale i do řady dalších zemí. Na výrobě bot pracovalo asi 1100 dělníků. Kromě obuvnictví zde byla vybudována i tkalcovna a cihelna. Pro veřejný život potřebná Sokolovna měla být realizována v roce 1914 ale plán přerušila válka, budova měla vypracovanou i podrobnou dokumentaci. Nakonec byla vybudována až v 20. letech 20. století. Postavena však byla i městská knihovna, která slouží dodnes.
Po první světové válce začal rozvoj města mimo původní hradby i předměstí, např. i západně za řekou Loučnou, kde vznikly nové čtvrti v okolí např. Husovy nebo Fügnerovy ulice. V roce 1927 bylo zřízeno místní městské muzeum a galerie. Pro muzeum nebyl problém zajistit dostatečné sbírky; z dějin města se toho dochovalo i přes početné požáry poměrně mnoho, navíc po své smrti v roce 1933 daroval místnímu muzeu soukromé sbírky dobrovolný muzejník Quido Šimek.
Dne 9. července 1929 město oficiálně navštívil prezident republiky T.G. Masaryk, a to při příležitosti krajinské výstavy. Navštívil radnici, zámek a tehdejší průmyslové firmy. Politicky byla v meziválečné Litomyšli aktivní také komunistická strana, která zde vydávala tiskopis Rudý partyzán, kritizující politiku první republiky. Do Komunistické strany rovněž vstoupil i místní rodák Zdeněk Nejedlý.
V březnu 1939 bylo Československo po Mnichovské dohodě okupováno nacistickým Německem, od března do dubna téhož roku pobývalo proto v Litomyšli 800 vojáků Wehrmachtu, umístěni byli především v budovách škol. Následně byla uplatňována protižidovská opatření, ve městě byl (stejně jako ve zbytku protektorátu Čechy a Morava zaveden přídělový systém a zatemnění pro případ leteckého bombardování spojeneckými vojsky. Politické aktivity ve městě převzalo Národní souručenství, kde byla účast pro obyvatelstvo povinná. Kulturní život však pokračoval překvapivě i nadále, neboť litomyšlský Smetanův dům měl i během německé okupace bohatý kulturní program.
V únoru 1945 byly přes město vedeny transporty sovětských zajatců na západ, směrem od blížící se východní fronty. Po nějaké době po nich se objevili i němečtí uprchlíci z oblasti dnešní polské části Slezska. Na začátku května místní německá posádka v překotném shonu opustila město, v poledne dne 9. května obsadila Litomyšl Rudá armáda, která sem nejprve vyslala průzkumnou skupinu obrněných vozidel. Oficiální oslava osvobození města se uskutečnila následujícího dne, kdy již nebylo pochyb o tom, že odešli všichni němečtí vojáci. Vojáci Rudé armády získali pro svoji potřebu Smetanův dům a několik školních budov. Velmi rychle byly zahájeny procesy s kolaboranty, kromě věznice místního okresního soudu byli kolaboranti, mnohdy mučení, umisťovaní i do internačních táborů, které vznikly v okolí města. Zřizovány byly rovněž i Lidové soudy. V závěru června bylo odsunuto i nepočetné německé obyvatelstvo, a to na základě tehdy dostupných seznamů.
Po skončení války a uklidnění situace vyčíslilo město Litomyšl válečné škody na sumu blížící se třem milionům tehdejších československých korun, od vlády však získalo pouze zálohu ve výši sedmi set tisíc. Město žádalo zřízení nové školy, další prostředky na svojí obnovu a hlavně zabavení majetku rodu Thurn-Taxisů. Rovněž požadovalo zařazení do dvouletého plánu.
V průběhu roku 1948 byly znárodněny místní továrny, některé další byly dány pod nucenou správu státu a jiné menší soukromé podniky neměly svojí existenci jistou. Významným zaměstnavatelem se stala společnost Vertex, pro kterou byla v roce 1950 vybudována nová továrna, později ve městě sídlil i podnik Průmstav. Místní pivovar také získal novou varnu. Pro potřeby firmy Vertex se také vybudovalo nové sídliště s bytovými domy. V letech 1946 až 1957 byla vystavěna i nová litomyšlská nemocnice.
Od roku 1949 se pravidelně koná Smetanova Litomyšl, významná kulturní akce.
V 50. letech 20. století se v Litomyšli odehrály dva politické procesy. Tehdejší soud pro zvýšení důležitosti obou přelíčení využil hlavní sál Smetanova domu. Jednalo se o proces s tzv. skupinou Budislavských Jánošíků a s Františkem Ambrožem Stříteským, rektorem piaristické koleje. Na Smetanově náměstí, které bylo přejmenováno po Klementu Gottwaldovi byly v této době pořádány různé průvody, např. proti korejské válce, ale i na podporu komunistické strany apod.
V 70. a 80. letech se město rozrostlo o sídliště na jižním okraji města i v blízkosti dnešního Komenského náměstí. Kvůli němu byla stržena i místní synagoga. Město bylo rozděleno průtahem silnice I/35. V roce 1950 bylo historické jádro města vyhlášeno městskou památkovou rezervací, v 70. letech 20. století byl obnoven místní zámek, včetně odkrytí původní sgrafitové výzdoby. Vznikly i nové rodinné domy v okolí původního města a dokončeno bylo i sídliště pro zaměstnance podniku Vertex.
V roce 1984 poničila město povodeň, náměstí bylo zaneseno bahnem a do značné části Litomyšle byla naplavena kukuřice z okolních polí.

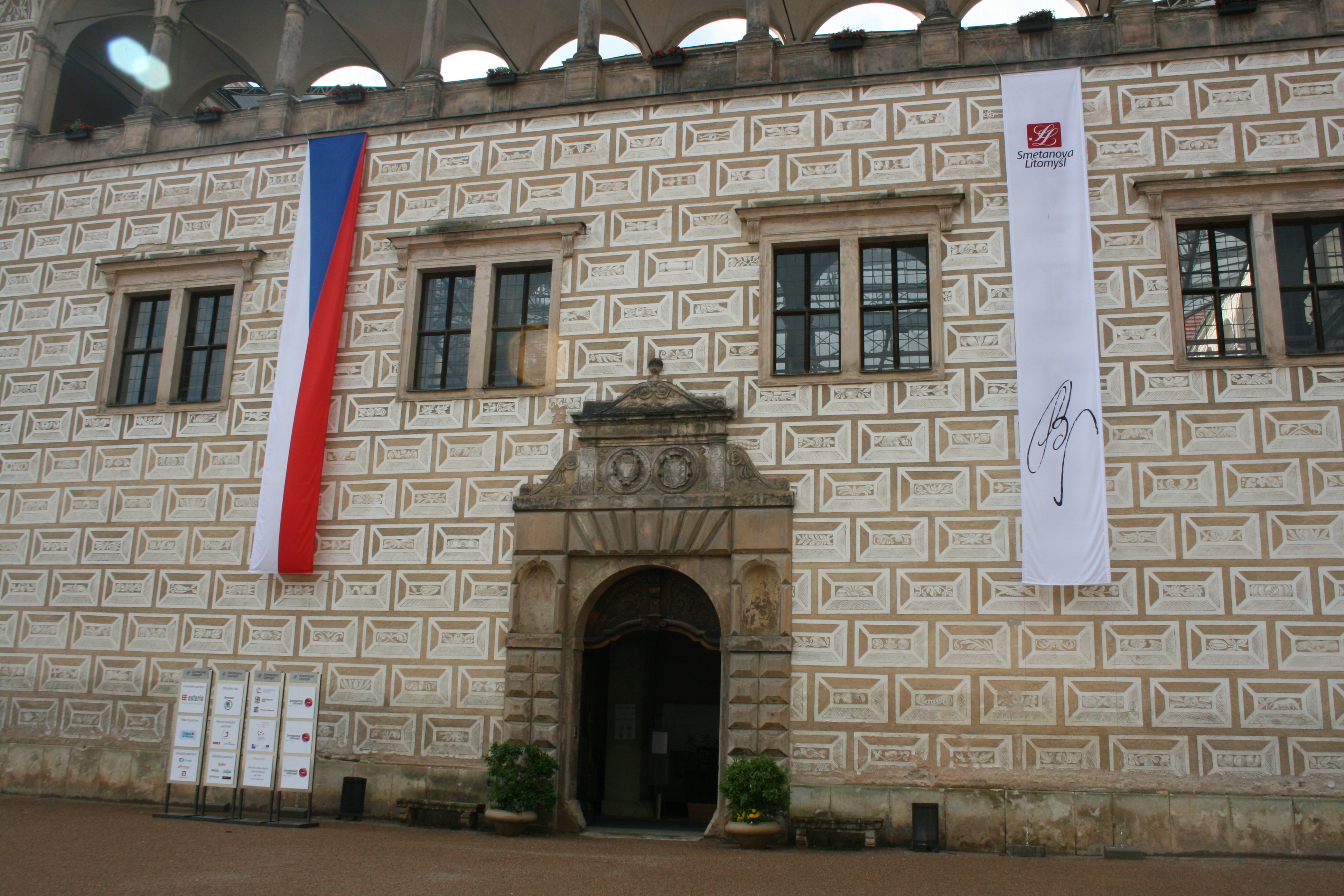
Zámek v Litomyšli při Smetanově Litomyšli, hlavní kulturní akci města

Roku 1994 se v Litomyšli uskutečnilo setkání sedmi prezidentů zemí Střední Evropy, které inicioval Václav Havel. O dva roky později navštívil Litomyšl i tehdejší španělský král Juan Carlos I. Roku 1999 byl místní zámek se zahradami a okolním areálem zapsán na seznam kulturního dědictví UNESCO. Zámecké návrší bylo renovováno v první i druhé dekádě století jednadvacátého.
Na přelomu století se město stalo známým podporou výstavby moderní architektury (zejména obytný komplex Za nemocnicí, rekonstrukce zámeckého pivovaru, atd.)